# Liste der Monuments historiques in Plassac (Charente-Maritime)
Die Liste der Monuments historiques in Plassac (Charente-Maritime) führt die Monuments historiques in der französischen Gemeinde Plassac auf.

## Liste der Bauwerke
| Bezeichnung       | Beschreibung              | Standort | Kennzeichnung | Schutzstatus           | Datum     | Bild           |
| ----------------- | ------------------------- | -------- | ------------- | ---------------------- | --------- | -------------- |
| Schloss           | Erbaut im 16. Jahrhundert | (Lage)   | PA00104839    | Inscrit Classé Inscrit | 2003 2008 | weitere Bilder |
| Kirche St-Laurent | Erbaut im 12. Jahrhundert | (Lage)   | PA00104840    | Classé Inscrit         | 1910 1964 | weitere Bilder |

## Liste der Objekte

### Kirche St-Laurent
| Bezeichnung | Beschreibung                                   | Standort | Kennzeichnung | Schutzstatus | Datum | Bild |
| ----------- | ---------------------------------------------- | -------- | ------------- | ------------ | ----- | ---- |
| Grabplatte  | Stein, 1623                                    | (Lage)   | PM17000235    | Classé       | 1938  |      |
| Glocke      | Bronze, 1735 gegossen                          | (Lage)   | PM17000234    | Classé       | 1911  |      |
| Tabernakel  | Holz, farbig gefasst, 18. oder 19. Jahrhundert | (Lage)   | PM17001700    | Inscrit      | 1991  |      |